# Claes Fransson
Claes Fransson, född 14 juli 1951, är en svensk professor i astrofysik vid Stockholms Observatorium på Stockholms universitet.
Han disputerade 1982 vid Lunds universitet på en avhandling om fysikaliska processer i unga supernovor.

## Utmärkelser
- 1993 – Göran Gustafsson-priset i fysik[4]
- 1993 – Invald i Kungliga Vetenskapsakademien med nummer 1376, i klassen för astronomi och rymdvetenskap[5]